# Old Field
Old Field ist ein Ort an der Nordküste von Long Island im US-Bundesstaat New York. Es hat den Status eines incorporated village innerhalb der Town of Brookhaven im Suffolk County. Nach dem Census von 2010 hatte das Dorf 918 Einwohner.

## Geographie

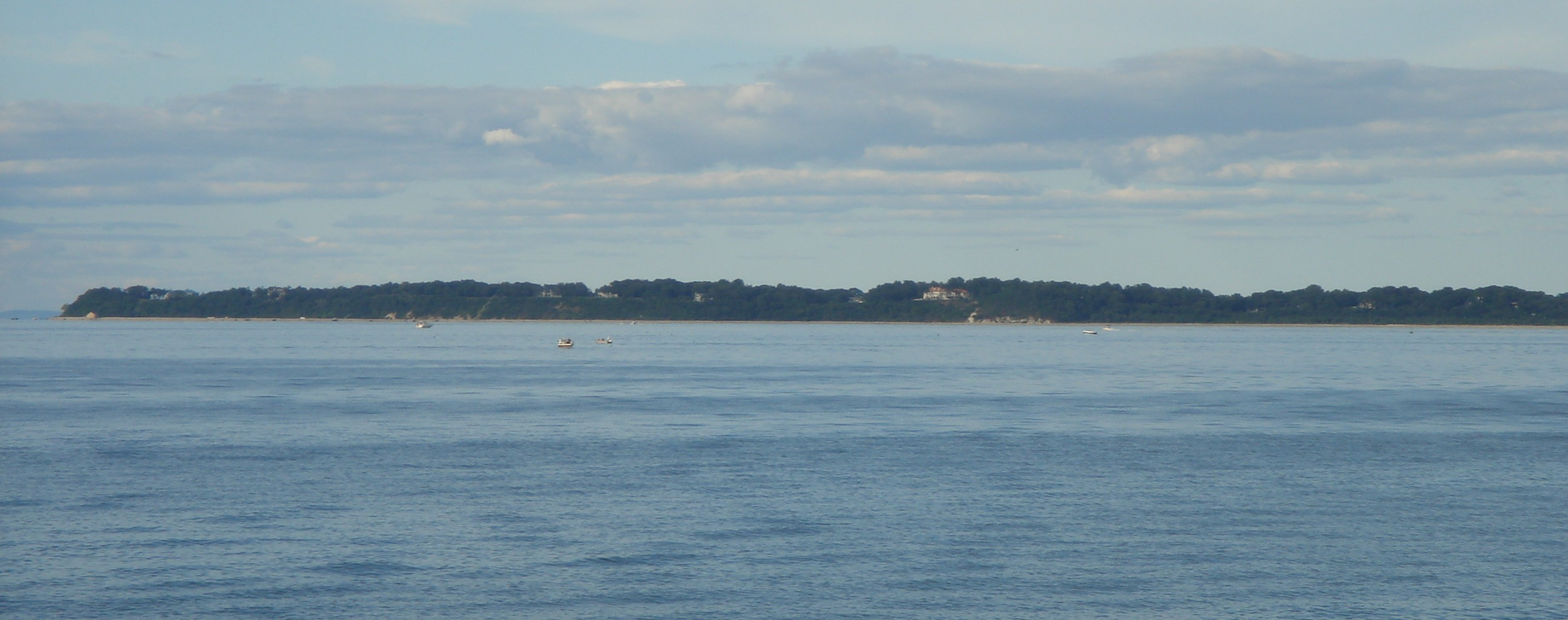
Crane Neck

Old Field hat ein Gebiet von 5,7 km², davon 5,4 km² Land- und 0,3 km² Wasserfläche. Es nimmt die Fläche einer Halbinsel im Long-Island-Sund ein. Es grenzt südlich an Stony Brook und südöstlich an Setauket-East Setauket. Im Norden befindet sich eine Lagune namens Flax Pond, die ein wichtiges Naturgebiet darstellt. Von einer weiteren, zu Setauket gehörenden Halbinsel (Strongs Neck) ist Old Field durch die Conscience Bay getrennt, ein sandiger Ausläufer erstreckt sich noch weiter nach Osten in die Bucht Port Jefferson Harbor, auf deren anderen Seite Poquott, Port Jefferson und Belle Terre liegen. Die Nordwestspitze der Halbinsel und gleichzeitig den östlichen Rand der Smithtown Bay bildet das Kap Crane Neck. Südlich davon befindet sich der öffentliche Strand West Meadow Beach, der durch den zum Stony Brook Harbor fließenden West Meadow Creek zu einer Halbinsel wird.
Old Field ist dünn besiedelt und hauptsächlich ein Wohngebiet aus weit voneinander entfernten Villen in einem Waldgebiet.

## Geschichte
Der Ortsname (engl. für Altes Feld) bezieht sich auf ein von Indianern landwirtschaftlich genutztes und bei Ankunft der Europäer brachliegendes Gebiet. Von diesen wurde der Ort später besiedelt als die weiter inlands liegenden Gebiete und anfangs nur als Weidefläche genutzt. Die erste bekannte Bebauung stammt von 1725. Ein erster Leuchtturm wurde 1823 errichtet. Lange Zeit war es durch Ackerbau und Fischfang geprägt, bis es seit Anfang des 20. Jahrhunderts zu einem Wohn- und Ferienort für Reiche wurde.

## Kultur und Sehenswürdigkeiten

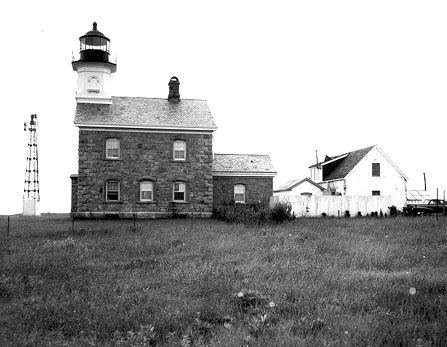
Old Field Point Light

Am nördlichsten Punkt der Halbinsel befindet sich der 1868 errichtete Leuchtturm Old Field Point Light.

## Infrastruktur
Old Field verfügt nur über kleinere lokale Straßen und keine eigene Anbindung an Bahn- oder Buslinien, diese stehen jedoch im nahen Stony Brook zur Verfügung.